# Ник Робинсън
 Николас Джон Робинсън  (на английски: Nicholas John Robinson), по-известен като Ник Робинсън (на английски: Nick Robinson), е американски актьор. Като малък участва в сценични представления на „A Christmas Carol“ и „Mame“ и ситуационната комедия Мелиса и Джоуи (2010 – 2015). След това получава поддържаща роля в „Джурасик свят“ (2015) и главна роля в няколко тийнейджърски драми, включително „Кралете на лятото“ (2013), „Всичко, всичко“ (2017), „Петата вълна“ (2015) и „С любов, Саймън“ (2018).

## Биография
Робинсън е роден на 22 март 1995 г. в Сиатъл, Вашингтон. Има четирима братя и сестри и два по-големи полубратя и сестри от предишния брак на баща му. Майка му се казва Денис Поднар. Завършил е гимназия Кампбел Хол през 2013 г. Приет е в Ню Йорк университет, но прекъсва обучението си първата година, за да работи над нов сезон на „Мелиса и Джоуи“.

## Кариера
- През 2010 г. получава първата си професионална работа като Райдър Скенлон, племенник на Мелиса в ситуационната комедия „Мелиса и Джоуи“ в която играе до прекратяването на сериала през 2015.
- През 2011 г. по време на паузата от „Мелиса и Джоуи“, Робинсън участва в филма „Frenemies“ на Disney, заедно със Бела Торн и Зендая. Играе ролята на Джейк Логан.
- През 2012 е избран за главната ролята на Джо Тоук във филма „Кралете на лятото“. Също се появява в епизод на HBO сериала „Престъпна империя“ през третия сезон. Допълнително прави няколко телевизионни реклами.
- В края на 2013 г. е избран за роля във филма „Джурасик свят“, който получава премиера през 2015 г. В него, заедно с Тай Симпкинс, играят ролята на братята, които посещават леля си в Джурасик свят. Играе ролята на Бен Париш във филмовата адаптация на романа „Петата вълна“ (2016). Всички тези роли му пречат да участва в няколко епизода от последния сезон на „Мелиса и Джоуи“, но се завръща за последните три епизода.
- Играе главна роля в Being Charlie, който получава премиера в националния филмов фестивал в Торонто през 2015 и премиера в кината през 2016 г.
- През 2017 г. участва в комедийната драма „Кристъл“ и във „Всичко, всичко“ в ролята на Оли.
- Робинсън е един от актьорите, които кандидатстват за ролята на Хан Соло в „Соло: История от Междузвездни войни“, но ролята е дадена на Алдън Ехренрак[3].
- През 2018 г. играе главната роля на Саймън Спиър в тийнейджърския драма филм „С любов, Саймън“. С ролята си като Саймън привлича вниманието на критиците. И с тази роля Робинсън нарушава правилото си да не играе ролята на ученик повече, защото вижда културното значение на филма.
- През 2019 г. участва в третата филмова адаптация на романа „Роден син“ (Native Son) в едноименния филм. През май месец става ясно, че ще участва в предстоящия филм „Езикът на цветята" (The Language of Flowers)[4]. На 30 юли получава главна роля заедно с Кейт Мара в сериала „A Teacher“ по FX[5]. Участва в „С любов, Виктор“ с ролята си от филма „С любов, Саймън“, а също и като продуцент.

След представянето си в „Джурасик свят“, Стивън Спилбърг го е обмислял за главната роля в „Играч първи, приготви се“. През 2014 Ник е един от актьорите за главната ролята на Ансел във филмовата адаптация на романа „Вината в нашите звезди“, но не я получава.